# SILMO
Die SILMO Mondial de l’Optique ist Frankreichs größte Messe für Brillen sowie Augenoptik und findet seit 1967 alljährlich statt. Sie wird von den Veranstaltern COMEXPOSIUM und dem Verein SILMO organisiert und durchgeführt.

## Messe SILMO
Die Messe SILMO ist eine internationale Fachmesse für Augenoptik, Brillen und Korrektionsgläser in Paris, Frankreich, mit über 850 Messeausstellern, die ihre Produkte und Leistungen Fachbesuchern aus den Branchen Feinmechanik, Laser und Optik vorstellen. Zu den zentralen Ausstellungsbereichen gehören Brillengläser, Korrektur- und Sonnenbrillen, Kontaktlinsen, augenoptische Instrumente und Werkzeuge sowie diverses Material für Optiker und Augenärzte. Ebenso werden Barometer, Brillenzubehör, Feldstecher, Hörgeräte, Lupen und Pflegemittel für Brillen, Geräte und Linsen präsentiert. Der Schwerpunkt der führenden Messe liegt auf der Vorstellung stilistischer, technologischer und medizinischer Entwicklungen.
Die Ausstellerstruktur ist durch Hersteller und Importeure gekennzeichnet. Nach eigenen Angaben werden beinahe 1.400 Marken auf 80.000 m² Ausstellungsfläche vorgestellt. Die Besucherstruktur gestaltet sich hauptsächlich aus Optikern, Großhändlern und Vertriebsfirmen. Es werden ca. 35.000 Besucher (45 % Franzosen, 55 % Ausländer) pro Messe gezählt.

## Geschichte
1967 fand in Oyonnax die erste Messe mit 58 Ausstellern auf 1500 Quadratmeter Fläche statt. Die Veranstaltung wurde 1970 in „SILMO“: The International Optical Trade Show umbenannt. 1981 erfolgte der Umzug nach Paris. Seit 1994 wird der Preis SILMO d’Or („Golden SILMO“) verliehen. 2010 zog die Messe nach Villepinte, um näher am Flughafen zu liegen.

## SILMO Academy
Parallel zur Messe wird das Symposium „SILMO Academy“ abgehalten und ist für Augenoptiker und Optometristen konzipiert, die ihre Kompetenzen im Bereich des Sehens und der augenoptischen Korrektionsmöglichkeiten ausweiten wollen. Die „SILMO Academy“ basiert unter der Präsidentschaft von Guy Charlot auf einem wissenschaftlichen Komitee und für den wissenschaftlichen Anspruch der Tagung zuständig sein soll. Das Komitee wird von Yves Pouliquen, Mitglied der Académie Française, angeführt. Weitere Komiteemitglieder sind Bernard Maitenaz, Erfinder des Varilux-Gleitsichtglases, Jean-Claude Hache, Augenarzt in Lille und Direktor des Symposiums, Christian Corde, Senior Inspektor für öffentliche Gesundheit, Elaine Grisdale von der Association of British Dispensing Opticians gemeinsam mit Dozent Jean Paul Rosen und Gilles Bourdieau, Optikerin in Lyon.

## Preisverleihung SILMO d’Or
Frankreichs Augenoptiker, die französischen Einkaufsgruppe CDO (Centrale Des Opticiens), wählen unter den technischen Innovationen und herausragenden Designs und verleihen in sieben Kategorien SILMO d’Or-Awards. Die Bewertungen basieren auf den Ergebnissen einer Befragung des Beratungsunternehmens Gallileo Business Consulting von mehr als 500 Augenoptikern in ganz Frankreich im Frühjahr vor der Messe. Die Kundenumfragen wurden zuletzt in den Jahren 2009, 2010 und 2012 durchgeführt.
Zu den Gewinnern 2012 zählten unter anderem Essilor für ihr Varilux S Design in der Kategorie Vision, Hoya für die VisuReal-App in der Kategorie Material/Equipment und Silhouette für die Sportbrille Adidas Tour Pro in der Kategorie Sport Equipment. Der Brillenglas- und Fassungshersteller Rodenstock konnte drei Kategorien – Operational Excellence, Order Processing und Servicequalität – für sich entscheiden.